# Parbasdorf
Parbasdorf è un comune austriaco di 167 abitanti nel distretto di Gänserndorf, in Bassa Austria.